# 旺仔小乔
旺仔小乔（2005年5月29日—），本名乔镘凝，是中国女性网红歌手，主要在抖音不露脸翻唱歌曲，在演唱会争议前在抖音有2300万粉丝。2025年7月，旺仔小乔官宣蒙面演唱会，引起舆论与争议，争议焦点在“票价赶上一线明星”“不露脸”“原创歌曲少”“内外场价差大”“是不是真唱”，并掉粉超过300万。受此事件影响，部分网友挖出其本人早期经历和照片，甚至开盒，互联网出现大量模仿旺仔小乔风格的账号。7月29日，旺仔小乔微博被禁言，抖音和小红书被禁止关注。

## 早期经历
2005年5月29日，乔镘凝出生于中国山西省临汾市。她从4岁开始学习古筝、钢琴、单簧管和民族舞，四年后她开始学习声乐。
2015年5月，乔镘凝在第二届欢乐颂少儿才艺大赛获得三等奖，当时她参加古筝大赛。隔年9月，她参加山西少儿频道播出的少儿节目《童星梦工厂》，演唱《鸭子》。
2017年，乔镘凝再次参加江苏卫视播出的节目《歌声的翅膀》。节目中，她以红裙搭配麻花辫造型亮相，演唱了军歌《小白杨》。
2018年2月，乔镘凝参加安徽综艺频道节目《2018小孩很忙娃娃闹新春少儿春节联欢晚会》，演唱《最好的未来》。一年后，她又参加了安徽卫视节目《小孩很忙》。

## 网红经历
2020年，乔镘凝以“旺仔小乔”的身份开通了抖音、微博等社交平台账号，并发布自己的翻唱单曲。在短短一年内，她收获了多达百万的点赞量。
2023年3月，旺仔小乔因清唱戚薇的《如果爱忘了》获得1000万赞。

## 争议

### 《年轮》原唱争议
受蒙面演唱会争议影响，部分网友开始“考古”旺仔小乔的过往。有网友发现旺仔小乔在之前直播中和2021年1月27日回复的评论中称“我发一百遍年轮也只会写张碧晨原唱”“我认定的东西不是错的我就不会改”，引发争议。
汪苏泷方微博账号“SilenceRadio0917”在2025年7月25日00时05分作出回应（外部链接）并决定收回《年轮》授权，暂不授权该作品做任何演唱。张碧晨工作室微博账号“张碧晨Studio”发布郑重声明（外部链接），以“张碧晨版本为该歌曲最早正式发布的录音版本，亦是《花千骨》电视剧中唯一使用的演唱版本”“男声版本时间上明显晚于张碧晨版本”为由，且称“在2015年受邀演唱歌曲时，也从未被告知该歌曲在同时期有其他艺人再版，也并未在合同签署中有过关于约定多版演唱者的任何描述”，认为“张碧晨女声是《年轮》唯一原唱，这一事实清晰明确、无可争议”，并展示相关证明资料证明“男声版本时间上明显晚于张碧晨版本”。同时，张碧晨工作室表示“未曾将作品‘据为己有’”“好好和这首作品告个别”。汪苏泷所属大象无形音乐有限公司的总经理李思睿于25日03时35分发文表示“离谱，没必要，无妄之灾，确实该正本清源”“我们从创作起始就明确知道男女版本是同时存在的”“十年前的项目往来邮件记录还在邮箱里”“事已至此，《年轮》回家”。（外部链接）
7月25日当晚，汪苏泷在深圳演唱会演唱了《年轮》，并用谐音梗回应：“山西有醋，兰州有牛肉面，我们深圳有什么呢？想了很久才想到，深圳有影子，因为身正（深圳）不怕影子斜。”25日演唱会后的22时05分汪苏泷工作室账号“汪苏泷Studio”称“希望纷扰止于今夜”（外部链接）。